# Río Primero
Le río Primero ou río Suquía est une rivière d'Argentine qui coule dans la province de Córdoba.
Il nait de la fusion de deux rivières nommées río San Antonio et río Cosquín, ainsi que d'autres rivières plus petites qui toutes se jettent dans la retenue San Roque de la vallée dite Valle de Punilla. Il traverse le centre de la grande ville de Córdoba, dans laquelle il reçoit un petit affluent appelé La Cañada.
Dès sa sortie de la ville, il devient un fleuve de plaine typique. Il est, avec le Río Segundo ou Xanaes,  tributaire du bassin endorrhéique du grand lac salé de la Mar Chiquita ou Mar de Ansenuza. Ces deux rivières, ainsi que le río Dulce (ou Petri, ou Mishqui Mayu) sont les principaux apports hydriques superficiels du grand lac.
La longueur approximative du río Primero est de 200 km (à partir du barrage San Roque). Sa largeur moyenne est de 200 m. Quant à son débit actuel, très amoindri par l'usage important qui est fait de ses eaux pour l'irrigation, la consommation domestique et industrielle, il n'est plus que de 10m3/s.
Durant l'étiage d'hiver son débit se réduit considérablement, mais il peut augmenter de manière brutale en cas de pluies importantes.